# Ла-Поммерей
Ла-Поммере́й (фр. La Pommeraye) — коммуна во Франции, находится в регионе Нижняя Нормандия. Департамент коммуны — Кальвадос. Входит в состав кантона Тюри-Аркур. Округ коммуны — Кан.
Код INSEE коммуны — 14510.

## Население
Население коммуны на 2010 год составляло 46 человек.
| 1962 | 1968 | 1975 | 1982 | 1990 | 1999 | 2010 |
| ---- | ---- | ---- | ---- | ---- | ---- | ---- |
| 73   | 74   | 57   | 56   | 49   | 51   | 46   |

## Экономика
В 2010 году среди 31 человека трудоспособного возраста (15—64 лет) 27 были экономически активными, 4 — неактивными (показатель активности — 87,1 %, в 1999 году было 75,0 %). Из 27 активных жителей работали 23 человека (12 мужчин и 11 женщин), безработных было 4 (3 мужчин и 1 женщина). Среди 4 неактивных 0 человек были учениками или студентами, 2 — пенсионерами, 2 были неактивными по другим причинам.